# Cusset
Cusset je naselje in občina v osrednjem francoskem departmaju Allier regije Auvergne. Leta 1999 je naselje imelo 13.385 prebivalcev.

## Geografija
Kraj leži v pokrajini Bourbonnais ob reki Sichon 3 km vzhodno od središča Vichyja.

## Administracija
Cusset je sedež dveh kantonov:
- Kanton Cusset-Jug (del občine Cusset, občine Abrest, Busset, La Chapelle, Mariol, Molles, Saint-Yorre in Le Vernet: 13.676 prebivalcev),
- Kanton Cusset-Sever (del občine Cusset, občine Bost, Creuzier-le-Neuf in Creuzier-le-Vieux: 13.196 prebivalcev).

Oba kantona sta sestavna dela okrožja Vichy.

## Zanimivosti
- samostan iz 12. stoletja,
- cerkev sv. Saturnina na Trgu Radoult-de-La-Fosse, zgrajena med letoma 1859 in 1868 na mestu nekdanje srednjeveške cerkve,
- fortifikacija zgrajena v letih 1476 - 1483 za časa francoskega kralja Ludvika XI.;
  - Musée de la Tour-Prisonnière (rue des Fossés-de-la-Tour-Prisonnère): jetniški stolp je eden redkih ostankov fortifikacije, muzej od leta 1980,
  - Portes de Doyat (place du Centenaire-de-la-République) in Portes de Saint-Antoine (place de la République) : nekdanja vrata na vhodu v fortifikacijo.

## Pobratena mesta
- Aiud (Transilvanija, Romunija),
- Kouvé (Togo),
- Neusäß (Bavarska, Nemčija).